# Muonionalusta

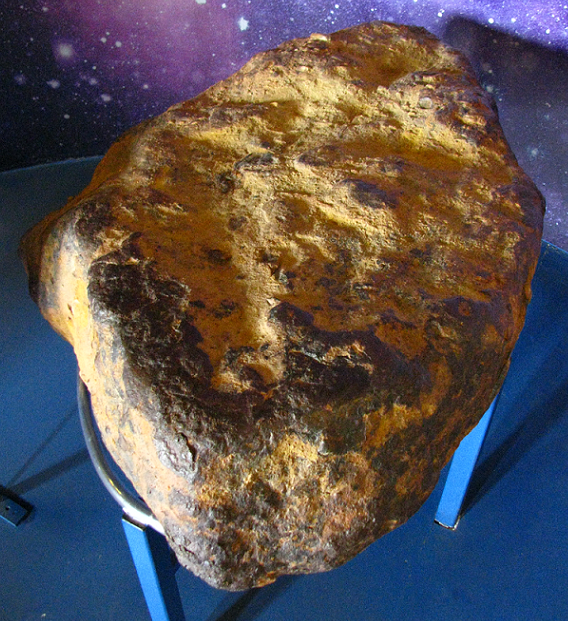
Один із уламків

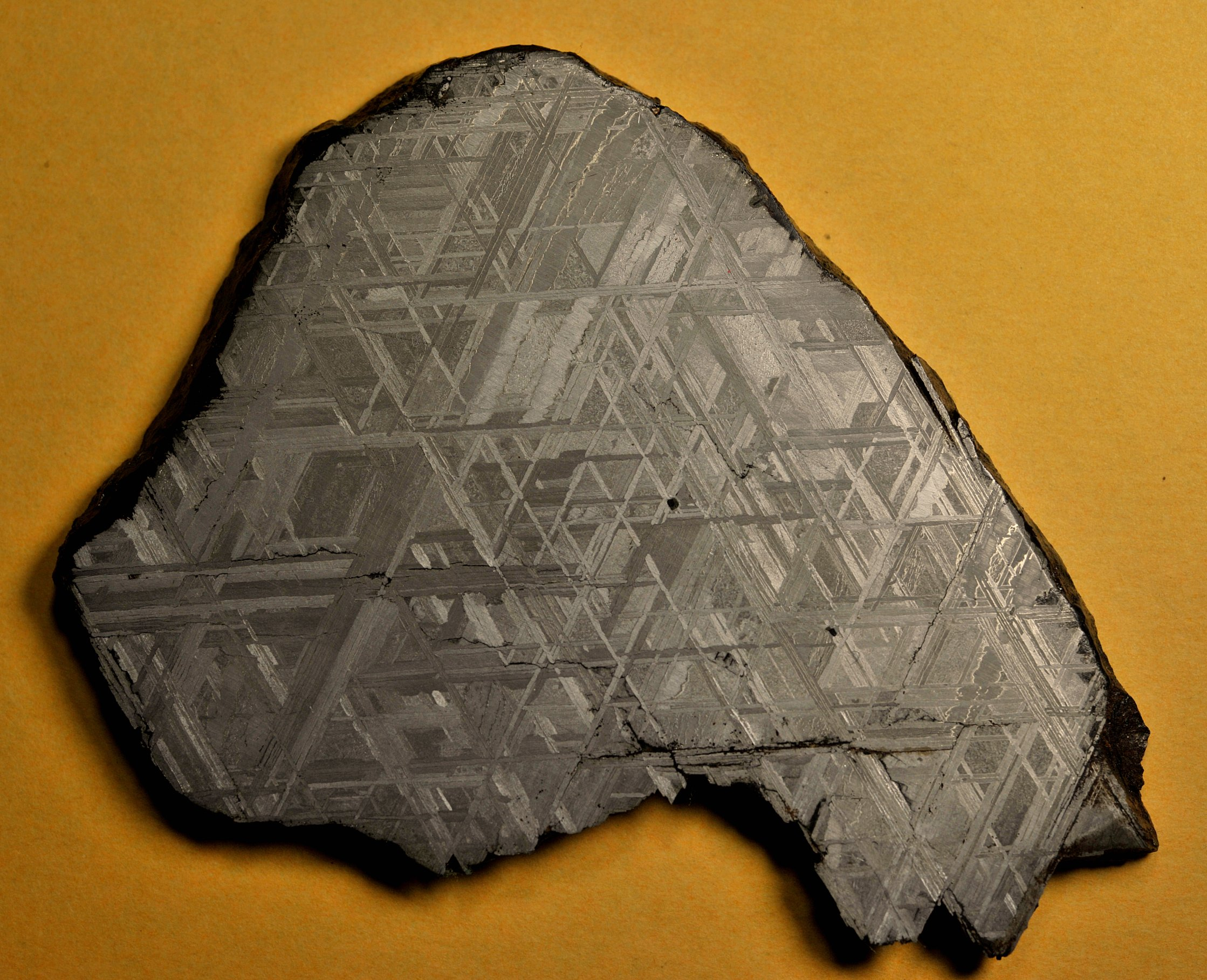
Зріз метеорита

Muonionalusta — метеорит, дрібнозернистий октаедрит типу IVA (Of), уламки якого знайдено на північному сході Швеції. Впав близько мільйона років тому.
Перший фрагмент метеорита був виявлений 1906 року біля села Кіткіеярві (комуна Паяла, лен Норрботтен). Сьогодні відомо близько 40 уламків, деякі з яких досить великі. У межах площі 25×15 км (приблизно за 140 км на північ від Полярного кола) було знайдено й інші фрагменти.
Метеорит уперше описав в 1910 році професор А. Г. Хьогбом, який назвав його «Муонанітус» за ім'ям сусіднього місця на річці Муоніоельвен. 1948 року його вивчав професор Нілс Геран Девід Мальмквіст. За даними свинець-свинцевого датування, Muonionalusta має вік 4,5653 ± 0,0001 млрд років (станом на 2010 рік це найбільший визначений для диференційованого тіла Сонячної системи вік).